# Октябърски (Воронежка област)
Октябърски (Воронежка област) (на руски: Октябрьский) е село в Поворински район на Воронежка област на Русия.
Административен център на селището от селски тип Доброволское.

## География

### Улици
| - ул. Волгоградская - ул. Восточная - ул. Коммунистическая - ул. Макашевка - ул. Молодёжная - ул. Октябрьская | - ул. Привокзальная - ул. Профсоюзная - ул. Садовая - ул. Школьная - ул. Энтузиастов |

## Население
| 2010 |
| ---- |
| 698  |